# Après Béjart, le cœur et le courage
Après Béjart, le cœur et le courage (El esfuerzo y el ánimo) est un documentaire espagnol réalisé par Arantxa Aguirre, sorti en 2011.

## Synopsis
La mort du brillant Maurice Béjart en 2007 donne à son héritier Gil Roman la lourde et passionnante tâche de faire vivre le Béjart Ballet Lausanne, qu'il avait créé en 1987, malgré l'absence du maître.

## Fiche technique
- Titre original : El esfuerzo y el ánimo
- Scénario : Arantxa Aguirre
- Durée : 80 minutes
- Pays :  Espagne
- Date de sortie : 
  - France : 19 janvier 2011

## Distribution
- Gil Roman : lui-même
- Béjart Ballet Lausanne : eux-mêmes
- Maurice Béjart : lui-même (images d'archives)